# Prodecatoma brachynerva
Prodecatoma brachynerva är en stekelart som beskrevs av Durgadas Mukerjee 1981. Prodecatoma brachynerva ingår i släktet Prodecatoma och familjen kragglanssteklar. Inga underarter finns listade i Catalogue of Life.